# Shandan
Shandan léase Shan-Dán (en chino:山丹县, pinyin: Shān dān Xiàn)  es un condado bajo la administración directa de la ciudad-prefectura de Zhangye en la provincia de Gansu, República Popular China. Su población censada en noviembre de 2013 de 200 000 habitantes, Hay 12 grupos étnicos, entre ellos Han, Hui, tibetano y manchú. 
Tiene 148 kilómetros de largo de norte a sur y 89 kilómetros de este a oeste, con un área total de 5402 kilómetros cuadrados. El condado de Shandan se encuentra desde 1550 hasta 4441 metros sobre el nivel del mar. El terreno está rodeado de montañas en tres lados, norte,sur y este con clima continental alpino y semiárido. La economía del condado de Shandan se basa principalmente en la agricultura y la ganadería.
El 10 de octubre de 2018, el gobierno provincial de Gansu aprobó a Shandan retirarse de la lista de condados afectados por la pobreza. 

## Administración
El condado de Shandan se divide en 8 pueblos que se administran en 6 poblados y 2 villas.

## Geografía
El condado de Shandan está está ubicado en el centro del Corredor del Hexi de la provincia de Gansu, y los pies norte de las montañas Qilian, bañada por el río Ejin, limitando al sur con la provincia de Qinghai y al norte con la Región autónoma de Mongolia Interior.

## Recursos
A partir de 2014, se han descubierto 24 tipos de minerales en el territorio y se han desarrollado 54 tipos de minerales. Hay 10 tipos de carbón, arcilla, hierro, piedra caliza, sílice, talco, oro, plata, dolomita y granito. A través del censo y la investigación detallada de los recursos minerales del Condado de Shandan, se encontró preliminarmente que las reservas de carbón recuperables son de 403 millones de toneladas.
Los principales productos industriales son cemento, ferrosilicio, materiales refractarios, coque, carbón, licor, aceite vegetal, etc. 